# Портрет Киприана Антоновича Крейца
«Портрет Киприана (Циприана) Антоновича фон Крейца» — картина Джорджа Доу и его мастерской, из Военной галереи Зимнего дворца.
Картина представляет собой погрудный портрет генерал-майора Киприана (Циприана) Антоновича фон Крейца из состава Военной галереи Зимнего дворца.
К началу Отечественной войны 1812 года полковник Крейц был шефом Сибирского драгунского полка, за отличие в сражении под Витебском произведён в генерал-майоры, в Бородинском сражении получил несколько ран. Во время Заграничных походов 1813 и 1814 годов командовал авангардом Польской армии, отличился в Битве народов под Лейпцигом и далее сражался на севере Европы, причем после заключения мира с Данией был временным генерал-губернатором Шлезвига.
Изображён в генеральском мундире, введённом для кавалерийских генералов 6 апреля 1814 года. Слева на груди звезда ордена Св. Анны 1-й степени; на шее кресты ордена Св. Владимира 2-й степени и прусского ордена Красного орла 2-й степени; справа на груди крест ордена Св. Георгия 4-го класса, серебряная медаль «В память Отечественной войны 1812 года» на Андреевской ленте, бронзовая дворянская медаль «В память Отечественной войны 1812 года» на Владимирской ленте и звезда ордена Св. Владимира 2-й степени. Справа на фоне чуть ниже эполета подпись художника и дата (в две строки): Dawe R. A. pinxt. 1826. Подпись на раме с инициалом, произведённым от малораспространённого варианта написания имени (Циприан): Баронъ Ц. А. Крейцъ, Генералъ Маiоръ.
7 августа 1820 года Комитетом Главного штаба по аттестации барон Крейц был включён в список «генералов, заслуживающих быть написанными в галерею» и 22 июля 1822 года император Александр I приказал написать его портрет. Сам Крейц в это время командовал 3-й драгунской дивизией, расквартированной в Царстве Польском. В связи с запланированной поездкой Доу в Варшаву Инспекторским департаментом Военного министерства 31 июля 1822 года Крейцу было направлено письмо с предложением встретиться с художником. Однако эта встреча тогда не состоялась. Крейц сам приезжал в Санкт-Петербург в конце марта 1826 года; вероятно, тогда он и позировал Доу. Гонорар Доу был выплачен 24 марта 1825 года и 19 мая 1826 года. Готовый портрет поступил в Эрмитаж 15 июня 1826 года.